# Ramón León Morales
Ramón León Morales es un político, historiador y maestro mexicano militante del Partido de la Revolución Democrática. Nació en Chihuahua, Chihuahua. Realizó estudios de educación superior en la Escuela Normal Superior de México en la Especialidad de Historia. Posteriormente, emigró al estado de Colima, donde realizó una maestría en Historia Regional en la Universidad de Colima. Como académico y docente de la UdC, Ramón León Morales ha escrito varios ensayos y artículos periodísticos, además de libros, entre los que se encuentran: La posrevolución en Colima. Historia regional del partido del Estado, 1917-1967, El proceso electoral de 1931. El saucedismo al poder y La instauración de la Educación Pública en Colima: Pugnas y conflictos, 1830-1876. Fue diputado federal en la LVIII Legislatura del Congreso de la Unión de México.